# Uath
Uath – w mitologii celtyckiej olbrzym, który wezwał trzech irlandzkich bohaterów Cuchulainna, Laoghaire i Conalla na próbę ścinania głów. Każdy z nich miał ująć topór i odrąbać olbrzymowi głowę, po czym sam miał być gotów przyjąć identyczne cięcie z rąk olbrzyma. Ostatecznie tylko Cuchulainn odważył się przyjąć wyzwanie, wtedy też Cuchulainn został ogłoszony najmężniejszym z Irlandczyków, a olbrzym dał się poznać jako Cú Roí, król-mag Ulsteru.